# Pek Hina
Pek Hina (hangul: 백희나, RR: Baek Hui-na; Szöul, 1971. december 1.–) dél-koreai gyermekkönyv-írónő és illusztrátor. Legismertebb műve a Kurumppang (구름빵; „Felhőkenyér”, Gureumbbang), számos művét lefordították angol, német, kínai, japán és norvég nyelvre is, munkáiból animációs filmek, sorozatok és gyermekmatinék születtek. 2020-ban elnyerte a rangos Astrid Lindgren-emlékdíjat.

## Élete és pályafutása
Az Ihva Női Egyetemen tanult oktatási technológiát, majd az amerikai California Institute of the Arts egyetemen animációt. Egy lánya és egy fia van.

## Bibliográfia
- 2004: Kurumppang (구름빵, Gureumbbang)
- 2007: Punhongdzsul (분홍줄, Bunhongjul)
- 2007: Pukphungul cshadzsagan szonjon (북풍을 찾아간 소년, Bukpungeul chajagan sonyeon)
- 2010: Tal sabethu (달 샤베트, Dal syabeteu)
- 2011: Odzse csonjok (어제저녁, Eoje jeonyeok)
- 2011: Ppijagi omma (삐약이 엄마, Bbijagi eomma)
- 2012: Csangszuthang szonnjonim (장수탕 선녀님, Jangsutang seonnyeonim)
- 2014: Kkumeszo matpon ttongphari (꿈에서 맛본 똥파리, Kkumeseo matbon ddongpari)
- 2016: Iszanghan omma (이상한 엄마, Isanghan eomma)
- 2017: Alszathang (알사탕, Alsatang)
- 2018: Iszanghan szonnim (이상한 손님, Isanghan sonnim)
- 2019: Nanun keda (나는 개다, Naneun gaeda)